# Малта на Светском првенству у атлетици у дворани 2022.
Малта је на 18. Светском првенству у атлетици у дворани 2022. одржаном у Београду од 18. до 20. марта учествовала тринаести пут. Репрезентацију Малте представљала су 2 такмичара (1 мушкарац и 1 жена) који се такмичили у 2 дисциплине (1 мушка и 1 женска).,
На овом првенству такмичари Малте нису освојили ниједну медаљу али је оборио лични рекорд.

## Учесници
| Мушкарци: - Јордан Гусман — 3.000 м | Жене: - Карла Сиклуна — 60 м |

## Резултати

### Мушкарци
| Атлетичар     | Дисциплина | Лични рекорд | Квалификације | Квалификације | Финале               | Финале       | Детаљи |
| Атлетичар     | Дисциплина | Лични рекорд | Резултат      | Место         | Резултат             | Место        | Детаљи |
| ------------- | ---------- | ------------ | ------------- | ------------- | -------------------- | ------------ | ------ |
| Јордан Гусман | 3.000 м    | 7:44,40 НР   | 8:02,13       | 7. у гр. 3    | Није се квалификовао | 28 / 33 (34) |        |

### Жене
| Атлетичарка   | Дисциплина | Лични рекорд | Квалификације | Квалификације | Полуфинале            | Полуфинале            | Финале                | Финале       | Детаљи |
| Атлетичарка   | Дисциплина | Лични рекорд | Резултат      | Место         | Резултат              | Место                 | Резултат              | Место        | Детаљи |
| ------------- | ---------- | ------------ | ------------- | ------------- | --------------------- | --------------------- | --------------------- | ------------ | ------ |
| Карла Сиклуна | 60 м       | 7,67         | 7,09          | 7. у гр. 5    | Није се квалификовала | Није се квалификовала | Није се квалификовала | 44 / 46 (47) |        |